# Église Santa Maria Maddalena de Giudecca
L'église Santa Maria Maddalena, (nom complet : chiesa di Santa Maddalena vulgo delle Convertite), est une église catholique sur l'île de la Giudecca à Venise) en Italie. Elle s'adossait à un couvent de religieuses augustines. Depuis 1857, l'église est une prison pour femmes.